# ستار أوشن: ذا لاست هوب
ستار أوشن: ذا لوست (بالإنجليزية: Star Ocean: The Last Hope)‏ و(باليابانية: スターオーシャン4) هي لعبة فيديو تقمص أدوار مطورة من قبل شركة تري أيس وسكوير إنكس وتم إنتاجها لأجهزة إكس بوكس 360 وبلاي ستيشن 3 تم إنتاجها في سنة 2009 وهي جزء من سلسلة ألعاب ستار أوشن.